# Parapanamerikanische Spiele 2003
Die Parapanamerikanischen Spiele 2003, offiziell die II. Panamerikanischen Spiele, waren eine internationale Multisportveranstaltung für Behindertensportler und die zweite Ausgabe der Parapanamerikansichen Spiele. Sie fanden in Mar del Plata (Argentinien) statt und wurden vom Americas Paralympic Committee organisiert. Über 1.500 Athleten aus 28 Ländern nahmen an den Spielen teil. Die Spiele dienten als Qualifikation für die Sommer-Paralympics 2004. Zum zweiten Mal fanden die Parapanamerikanischen Spiele im selben Jahr wie die Panamerikanischen Spiele statt, allerdings an einem anderen Ort. Die Spiele sollten ursprünglich ebenso wie die Panamerikanischen Spiele in der Dominikanischen Republik stattfinden, konnten dort jedoch nicht ausgerichtet werden. Dieses war das letzte Mal, dass die beiden Veranstaltungen in unterschiedlichen Städten stattfanden; 2007 wurden beide Veranstaltungen in Rio de Janeiro ausgerichtet.

## Austragungsorte
(Quelle:)
| Veranstaltungsort                  | Sport            |
| ---------------------------------- | ---------------- |
| Estadio Atlético Panamericano      | Leichtathletik   |
| Complejo Chapadmalal               | Boccia           |
| Club Hípico/Ecuestre Mar del Plata | Reitsport        |
| CEF 1 – Hotel Provincial           | Rollstuhlfechten |
| Natatorio Panamericano             | Schwimmen        |
| Club Náutico Mar del Plata         | Rollstuhltennis  |
| OAM und Colegio Einstein           | Sitzvolleyball   |